# الهدامة (مسلسل)
الهدامة، مسلسل كويتي من تأليف الروائي الكويتي هيثم بودي وإخراج محمد دحام الشمري أنتج عام 2009. قام ببطولة المسلسل غازي حسين، صلاح الملا، باسمة حمادة، هيفاء حسين، فاطمة الحوسني، محمود بوشهري، خالد العجيرب، عبد المحسن القفاص وإلهام محمد وعدد من الفنانين الشباب.
ويتحدث المسلسل عن حقبة زمنية من تاريخ الكويت ما بين عام 1932 حتى عام 1961 والأحداث الكثيرة التي مرت على الكويت حيث يتحدث الكاتب عن سنة الهدامة وسنة الجدري والتي اصابتا الكويت وبلغ ضحايا السنتين 5000 طفل، ويمر العمل أيضاً على أحداث كبيرة مثل الحرب العالمية الثانية وتأثيرها في إيقاف حفر الأبار النفطية مروراً بسنة البطاقة عام 1942 والتي تم فية توزيع البطاقة التموينية لكل كويتي وذلك بسب ارتفاع أسعار الرز والسكر والأغراض الاستهلاكية في العالم، وكانت البطاقة لكي يتم توزيع شهري على الكويتيين والمقيميين فيها في ذلك الوقت. وكل هذة يأتي في صياغ ونمط قصة رومانسية تتحدث عن فتاة شابة تشهد حياتها الكثير من النكسات والتغلبات على الصعيد العائلي والشخصي في قصة حب مؤثرة وأحداث درامية تجمع ما بين منيرة والتي تجسد شخصيتها هيفاء حسين وعبد الله والتي يجسدها محمود بوشهري.